# 2801 Huygens
2801 Huygens este un asteroid din centura principală, descoperit pe 28 septembrie 1935 de Hendrik van Gent.

## Denumirea asteroidului
Asteroidul a primit numele în onoarea lui Christian Huygens, astronom, matematician și fizician olandez.